# Adenes gravidus
Adenes gravidus är en insektsart som beskrevs av Karsch 1891. Adenes gravidus ingår i släktet Adenes och familjen vårtbitare. Inga underarter finns listade i Catalogue of Life.